# Chad Stahelski
Chad Stahelski (Palmer, 20 september 1968) is een Amerikaans stuntman en filmregisseur.

## Biografie
Chad Stahelski werd geboren in Palmer (Massachusetts). Hij heeft twee jongere broers. Reeds op jonge leeftijd leerde hij vechtkunsten. In de periode dat hij aan de University of Southern California (USC) studeerde, sloot hij zich aan bij de vechtkunstschool van Dan Inosanto.

## Carrière

### Als stuntman
In de jaren 1990 ging Stahelski in Hollywood aan de slag als stuntman. Een van zijn eerste filmproducties was de cultfilm The Crow (1994), die berucht werd omdat hoofdrolspeler Brandon Lee, zoon van vechtsportacteur Bruce Lee, tijdens de opnames door een schietincident om het leven kwam. Na het plotse overlijden van Lee werd de film afgewerkt met stuntmannen Stahelski en Jeff Cadiente in de plaats van de acteur.
In 1997 richtte Stahelski 87Eleven op, een productiebedrijf gespecialiseerd in het ontwerpen en uitvoeren van stunts. Collega-stuntman David Leitch werd mede-eigenaar van het bedrijf.
Voor de sciencefictionfilm The Matrix (1999) voerde hij de stunts uit van hoofdrolspeler Keanu Reeves. Het was zijn eerste samenwerking met de acteur, wiens stunts hij later ook zou uitvoeren in onder meer The Matrix Reloaded (2003) en Constantine (2005). In de loop der jaren werkte Stahelski zich op tot stuntcoördinator en second-unitregisseur.
Zijn eerste film als second-unitregisseur was de actiefilm Ninja Assassin (2009), waar hij aan samenwerkte met Leitch. Stahelski was later ook verantwoordelijk voor het opnemen van actiescènes in bekende films als Sherlock Holmes: A Game of Shadows (2011), The Hunger Games (2012), The Expendables 2 (2012) en Captain America: Civil War (2016).

### Als regisseur
In 2014 werkte hij met Leitch en Reeves samen aan de actiefilm John Wick. Hoewel Leitch en Stahelski vonden dat ze de film samen hadden geregisseerd, werd enkel Stahelski door de Directors Guild of America officieel erkend als regisseur van de film. In de daaropvolgende jaren regisseerde Stahelski ook de sequels John Wick: Chapter 2 (2017) en John Wick: Chapter 3 – Parabellum (2019).

## Filmografie

### Als regisseur
- John Wick (2014)
- John Wick: Chapter 2 (2017)
- John Wick: Chapter 3 – Parabellum (2019)
- John Wick: Chapter 4 (2023)

### Als stuntman, stuntcoördinator en/of second-unitregisseur (selectie)
| - The Crow (1994) - Escape from L.A. (1996) - Alien: Resurrection (1997) - 8MM (1999) - Wild Wild West (1999) - The Matrix (1999) - The Matrix Reloaded (2003) - The Matrix Revolutions (2003) - Van Helsing (2004) - Spider-Man 2 (2004) - Constantine (2005) - Mr. & Mrs. Smith (2005) - V for Vendetta (2005) - Live Free or Die Hard (2007) - Ninja Assassin (2009) |  | - The Expendables (2010) - Iron Man 2 (2010) - Sherlock Holmes: A Game of Shadows (2011) - The Hunger Games (2012) - Safe (2012) - The Expendables 2 (2012) - After Earth (2013) - Escape Plan (2013) - The Hunger Games: Catching Fire (2013) - Hitman: Agent 47 (2015) - Grimsby (2016) - Captain America: Civil War (2016) - Birds of Prey (2020) |